# 구메역
구메역(일본어: 久米駅)은 일본 에히메현 마쓰야마시에 위치한 이요 철도 요코가와라 선의 철도역이다. 역 번호는 IY 15이며, 섬식 승강장 1면 2선의 구조를 갖춘 지상역이다.

## 타는 곳
| 1 | ■ 요코가와라 선 | 상행 | 마쓰야마시 방면              |
| 2 | ■ 요코가와라 선 | 하행 | 우메노모토 · 요코가와라 방면 |

## 역 주변
- 마쓰야마 시청 구메 지소
- 히오하치만 신사

## 역사
- 1893년 5월 7일 : 개업.
- 1981년 4월 22일 : 4량 편성분의 승강장 유효 길이를 확보하려는 목적으로 170m 마쓰야마 시 방향으로 이전, 열차 교환 가능역이 됨.

## 인접 역
| 이요 철도 요코가와라 선        | 이요 철도 요코가와라 선 | 이요 철도 요코가와라 선        |
| ------------------------------ | ----------------------- | ------------------------------ |
| IY 14 기타쿠메 마쓰야마시 방면 | ■ 요코가와라 선         | 다카노코 IY 16 요코가와라 방면 |